# Riachão do Dantas
Riachão do Dantas is een gemeente in de Braziliaanse deelstaat Sergipe. De gemeente telt 19.588 inwoners (schatting 2009).
De gemeente grenst aan Lagarto, Tobias Barreto, Simão Dias, Itabaianinha en Boquim.